# Mahengechromis
Mahengechromis è un genere estinto di pesci ossei appartenente alla famiglia dei ciclidi, noto da oltre 150 fossili spesso eccezionalmente ben conservati scoperti nei pressi della città di Mahenge in Tanzania. I resti sono datati all’Eocene medio (tra 46,3 e 45,7 milioni di anni fa) e rappresentano i più antichi fossili conosciuti di ciclidi. 

## Caratteristiche
Gli esemplari fossili mostrano una lunghezza standard compresa tra 29 e 64 mm. La testa rappresenta tra il 28% e il 39% della lunghezza standard, il che indica che le specie di Mahengechromis erano tra i ciclidi più piccoli conosciuti. L’altezza del corpo varia tra il 35% e il 47% della lunghezza standard. Poiché tutti gli esemplari sono stati rinvenuti fossilizzati in vista laterale, si suppone che questi pesci avessero un corpo lateralmente appiattito.
Il peduncolo caudale è corto e approssimativamente quadrato, con altezza leggermente maggiore della lunghezza. Rispetto a generi basali come Heterochromis e Tylochromis, Mahengechromis e gli altri ciclidi africani possiedono un solo osso predorsale, mentre i primi due ne hanno due.
Il corpo era ricoperto da scaglie ctenoidi, mentre scaglie cicloidi si trovavano sull’opercolo, sul preopercolo, nella regione ventrale del cranio e tra i raggi della pinna caudale. I denti mascellari e palatali erano semplici e appuntiti. Il numero di vertebre è piuttosto basso, tra 22 e 25. La linea laterale superiore non è completamente sviluppata e alcune delle sue scaglie presentano solo un poro.

## Classificazione
Mahengechromis venne descritto per la prima volta nel 2000, ed è stato ascritto alla sottofamiglia Pseudocrenilabrinae.
Il nome del genere unisce la località tipo “Mahenge” con Chromis, un genere in cui un tempo venivano classificati i ciclidi. Sono state descritte cinque specie: la specie tipo M. plethos, insieme a M. rotundus, M. brachycranium, M. ellipticus e M. curvifrons.

## Ambiente
L’ambiente di deposizione era un antico lago vulcanico quasi circolare, con un diametro di circa 400 metri, simile all’attuale Lago Barombi Mbo in Camerun.